# Mario Ferrero (astronom)
| Odkryte planetoidy: 2 | Odkryte planetoidy: 2 |
| --------------------- | --------------------- |
| (1169) Alwine         | 30 sierpnia 1930      |
| (2119) Schwall        | 30 sierpnia 1930      |
| 1.                    |                       |

Mario A. Ferrero (ur. 1904, zm. 1965) – włoski astronom i fizyk. Wspólnie z Maksem Wolfem odkrył w roku 1930 dwie planetoidy. W latach 30. pracował w obserwatorium w Pino Torinese. W latach późniejszych zajmował się nauczaniem fizyki na Politechnice Turyńskiej.
Ku jego pamięci jedną z planetoid nazwano (7684) Marioferrero.